# メタノール
メタノール (methanol) は、有機溶媒などとして用いられるアルコールの一種である。別名として、メチルアルコール (methyl alcohol)、木精 (wood spirit)、カルビノール (carbinol)、メチールとも呼ばれる。
一連のアルコールの中で、最も単純な分子構造を持つ。ホルマリンの原料、アルコールランプなどの燃料として広く使われる。燃料電池の水素の供給源としても注目されている。エタノールと違い、人体に有毒な化学物質で、代謝によりギ酸（蟻酸）を大量に生成し、失明や代謝性アシドーシスに至るため飲用不可である。

## 製法
- 木材由来による木酢液の蒸留（"木精"という名の由来）。
- 石炭ないし天然ガスの部分酸化で製造した一酸化炭素 (CO) に、酸化銅-酸化亜鉛/アルミナ複合酸化物を触媒として、50-100気圧、240-260℃で水素 (H2) を反応させる[2]。
  - {\displaystyle {\ce {CO + 2H2 -> CH3OH}}}
- メタノール産生菌による発酵。
- （目的としない副産物として）ワイン等の植物を原料とした酒の醸造の際における、細胞壁の主成分の一つとして含まれるペクチンの発酵[3]。

現代の工業製法はコスト面の事情により、天然ガスからの製造が主流である。

## 主要な用途

### 化学原料
フェノール樹脂や接着剤、酢酸およびホルマリンの合成原料。さまざまな化学反応の溶媒のため、中間製品として多様な産業で用いられる。

### 燃料用途
石油代替自動車燃料としてはエタノールより安価でCNGと並ぶ価格競争力がある（詳細: アルコール燃料）。また、ノートパソコンなどのモバイル機器を長時間稼動させるため、直接メタノール燃料電池 (DMFC) が期待されている。

#### 燃料改質
メタノールを加熱すると、一酸化炭素と水素の合成ガスが得られる。
{\displaystyle {\ce {CH3OH -> CO + 2H2}}}{\displaystyle -{\rm {30.7kcal}}}
必要な温度は300 - 400 °C程度で、エンジンの排熱を利用できる。この反応は吸熱反応であり、見かけ上燃料のエネルギー量は増加し熱効率が高まる。またこの分解ガスのオクタン価は極めて高く熱効率40％近くのエンジンも実現出来るとされる。
水素燃料電池の燃料としても使える。一般に直接メタノール燃料電池 (DMFC)よりエネルギー効率が高い。ただし、SOFC、MCFC以外の白金を使った燃料電池は一酸化炭素に被毒するので徹底的な除去が必要である。
改質器による空間の圧迫、システムの複雑化が課題である。

## 主な化学反応
- 燃焼時の反応で二酸化炭素と水が生成する。
  - {\displaystyle {\ce {2CH3OH + 3O2 -> 2CO2 + 4H2O}}}
- 熱した酸化銅 (CuO) と反応して酸化するとホルムアルデヒド (HCHO) が生成する。
  - {\displaystyle {\ce {CH3OH + CuO -> HCHO + Cu + H2O}}}
- ナトリウム (Na) と反応して、ナトリウムメトキシド (CH3ONa) と水素 (H2) が生成する。
  - {\displaystyle {\ce {2CH3OH + 2Na -> 2CH3ONa + H2}}}

## 危険性

### 引火
日本において、メタノールは危険物第四類アルコール類に指定されており、引火の危険性の高い液体である。揮発性が高く、メタノールの入った容器を直接火にかけると爆発するため、保管場所・使用場所における火気や電気火花について念入りに注意しなければならない。特に使用する場所では十分な換気と、容器を倒さないこと、液をこぼさないことに留意されたい。換気は防火上有効であるとともに、後述する中毒の防止にも有効である。
一般的な油火災（B火災）同様に引火して炎上した際は、粉末の消火器、二酸化炭素、砂を用いる。噴霧注水は差し支えないが、注水消火は、薄められたメタノールが溢れ火災が広がる可能性があり、極少量の火災以外には用いない。泡消火は泡がメタノールに吸収されてしまうので、泡消火薬剤を用いる場合は特に耐アルコール性の泡消火薬剤を用いる。
メタノールの炎は薄青色であるが、特に昼間は視認しにくい。キャンプ用品として販売されている木炭用の着火剤はゲル状物質にメタノールが含まれている。特に復元性を持つ樹脂容器に充填された製品は着火後に継ぎ足すと、容器内の空洞に生じた可燃性混合気に引火・破裂拡散し火のついたゲル状燃料を撒き散らす危険があるので決して着火後に継ぎ足してはならない。この種の事故が相次いだ為に使いかけの製品でも容器内に空洞を生じない製品も多い。金属製チューブ・使い切りのパック入りの製品ではこの危険は無い。また、適正な使用であっても、炎が見難いために火傷を負う事故がある。

### 毒性
メタノール中毒は、取り扱い時の吸入、故意の摂取、誤飲や多量の皮膚接触で起こる。メタノールの致死量に関しては様々な報告があり、個人差が大きいと考えられるが、ヒト、経口での最小致死量は0.3-1.0 g/kg程度であると考えられている。これはエタノールの10分の1程度の量である。
ヒトを含む霊長類の場合、メタノールはアルコールデヒドロゲナーゼによってホルムアルデヒドに代謝され、さらにホルムアルデヒドデヒドロゲナーゼによってギ酸に代謝される。ホルムアルデヒドの体内半減期はおよそ1分であり、ホルムアルデヒドからギ酸への代謝は迅速に行われるため、ホルムアルデヒドによる毒性はほとんど問題にならない。メタノールの毒性はギ酸による代謝性アシドーシスとニューロンへの毒性によるものである。ギ酸の代謝能力は種によって異なっており、げっ歯類に比べてギ酸の代謝能力に劣る霊長類はメタノールの毒性が強く出ることが知られている。
メタノール中毒による症状としては、目の網膜と視神経を損傷することによる失明がよく知られている。これは網膜にアルコール脱水素酵素が豊富に存在するためである（ビタミンA#生理活性）。このためメタノールを飲んだ場合には網膜でホルムアルデヒドが大量に作られ、またホルムアルデヒドは短時間でギ酸に代謝される（上記参照）。
ギ酸は、10-ホルミルテトラヒドロ葉酸合成酵素によりテトラヒドロ葉酸から10-ホルミルテトラヒドロ葉酸を経て代謝、分解されるが、ヒトではこの反応速度が遅いためギ酸が残留して毒性を示すこととなる。メタノール中毒による視力障害は、ギ酸の直接傷害による視神経の脱髄が原因と考えられるが、軸索の損傷も示唆する報告がある。またギ酸はミトコンドリアの電子伝達系に関わるシトクロムcオキシダーゼを阻害し、細胞呼吸を阻害するため、このことが視神経毒性に関係するという意見もある。治療薬としてホメピゾールがある。
また、ギ酸は被殻や前頭葉に選択的に作用し、壊死を引き起こす可能性がある。そのため、視力障害のほか、パーキンソニズムが後遺症になる場合がある。
メタノールとギ酸はともに血液透析により効率よく除去することができる。また、生体内でのギ酸分解を促進するために活性型葉酸の投与が推奨される。
かつてはウイスキーを直接胃管に投与し、血中のエタノール濃度を高くすることでアルコール脱水素酵素を阻害し、メタノールの代謝を遅延させるエタノール療法が行われていたが、投与量によっては急性アルコール中毒などの別の問題を引き起こす可能性があるため、ホメピゾールの承認以降は薬剤が入手できない場合などに限定されている。
日本では、エタノールを混合していないメタノールは、毒物及び劇物取締法の劇物であり、購入時に毒劇物譲受書への署名捺印、販売者には書類の5年間保存が、毒劇法で義務付けられている。

### 各国の中毒における事例

#### 日本
戦前の1933年にメタノールで増嵩したカストリの飲用から30名以上の死者を出す事件が発生したほか、太平洋戦争後の混乱期には安価な変性アルコールを用いた粗悪な密造酒による中毒はしばしば起こった。
エタノールは酒税の課税対象となるが、エタノールにメタノールなどを加えた変性アルコールは非課税であり、これらは安価であった。このエタノールにメタノールが混入された変性アルコールを蒸留して、すなわち、「メタノールとエタノールの沸点は異なるので、適切な温度で蒸留したら分離できるだろう」という目論見で、変性アルコールを加熱・蒸留してエタノールを分離しようとしたものを密造酒として供することが横行した。その結果、分離不完全により中毒を起こす場合があった。なお、メタノールとエタノールが共沸するために分離が不可能であるという俗説があるが誤りであり、メタノールとエタノールは共沸現象を起こさない。
飲酒による失明者が多く出たことから、メタノールの別称である「メチルアルコール」を当てて「目散るアルコール」や、その危険性を象徴して「バクダン」と呼ばれた。
新型コロナウィルスではエタノールとの誤用ケースが発生したため、薬局や自治体が注意喚起をすることになった。

#### イタリア
1986年、メタノール入りのワインを飲んで22人が死亡した。

#### ケニア
ケニアで一般的に飲まれているトウモロコシの発酵酒は、製造時にメタノールを添加し、アルコール度数を高める手法が密かに行われている。このため、しばしば中毒事件が発生する。2000年には、「チャンガー」と呼ばれる密造酒により134人が死亡、1000人以上が病院に収容される大事件が発生したほか、2005年にも30人程度の死亡者が発生するなど事件は後を絶たない。

#### 中国
1998年の春節直前に、山西省でメタノールが入った密造酒による中毒死事件が起きた。約400人が入院し、約30人が死亡した。

#### 韓国
1988年のソウルオリンピックの際に、ソ連のオリンピック協会職員が、薬局でエタノールを購入しようとしたところ（当時のソ連の財政難とルーブル暴落のため、通常の酒が購入できなかった）、誤ってメタノールを購入して飲んでしまい、死亡する事故が起こった。

#### ベトナム
零細な酒造メーカーにおいては、蒸留酒のアルコール度数を増やすために、安価な燃料用メタノールを混入することが常習的に行われていることがある。2008年にもホーチミン市において20人程度の死亡者が出た。

#### インドネシア
2009年5月、バリ島でメタノールが混じった酒を飲んで中毒を起こす人が続出。外国人を含む20人以上が死亡、多数が入院する事態となった。地元の酒造業者がアラック（米やヤシの実が原料の蒸留酒）にメタノールを混ぜて製造した酒が原因とみられる。

#### ウガンダ
2010年4月、ウガンダの南西のカバレ県、カムウェンゲ県において、メタノールが混入したワラギ（東アフリカの蒸留酒）による多臓器不全が原因となり、3週間で89人が死亡、100人以上が入院するという事件が起きた（英語版ワラギの項目も参照）。

#### インド
1976年、7月にインドタミル・ナードゥ州チェンナイで密造酒を呑んだ124人が中毒死。同年10月、マディヤ・プラデーシュ州でスラム街を中心に105人が中毒死。もともと同州は密造酒の本場として悪名が高かったが、何らかの理由で密造酒が正規ルートで出回り被害が拡大したもの。
2011年12月、西ベンガル州で違法に醸造されたメタノール入りの酒を飲んだ労働者がメタノール中毒を起こし、140人以上の死者、100人以上の入院患者を出した。
2022年7月28日の警察の発表によると、グジャラート州ではメタノール入り密造酒を飲んで少なくとも42人（うちボタッド県で31人・アフマダーバード県で11人）が死亡、97人が入院した。

#### チェコ
2012年9月、チェコ北東部で違法に醸造されたメタノール入りの酒が市場に多数出回り、長期にわたり被害を出した。

#### リビア
2013年3月、首都のトリポリにてメタノール入りの密造酒による中毒が原因で50人以上が死亡、400人近くが病院で手当を受けた。

#### ロシア
2014年3月、東シベリア・ザバイカル地方の村で、住民らがメタノール入りのウォッカを飲んだ後に、14人が死亡、12人が重症となった。
2016年12月、ロシア・シベリア地方のイルクーツクで、人体に有害なメタノール入りの入浴剤を安い酒代わりに飲んだ住民49人が死亡した。背景には、2010年からウォッカの最低小売価格が2倍になったことにあり、ロシア国内で年間1万3,000人以上が死亡していると見られている。
2020年11月21日、ロシア連邦のサハ共和国で、メタノールの含まれる手指消毒液を飲用したことにより9人が中毒となる事件が発生した。現場はオイミャコン地区にあるトムトル村で、3人がその場で死亡、病院に搬送された6人も内4人が同月23日までに死亡した。これを受けてサハ共和国の保険当局は同月22日、メタノールを主成分とする手指消毒液を販売禁止とした。
2021年10月、ロシア南部のオレンブルク州で、地元で造られた密造酒を飲んだ住民64人が中毒症状を起こし32人が死亡した。死亡した住民の体内からは致死量の3倍から5倍のメタノールが検出された。

#### アメリカ
アメリカ疾病対策センター（CDC）は2020年8月5日、同年5月から6月にかけてアリゾナ州とニューメキシコ州でメタノールを含有する手指消毒液を飲み込む事故が発生し、大人15人が中毒症状で病院に収容されていたことを明らかにした。患者が消毒液を摂取した理由は公表されていないが、CDCは誤飲ではなく酒の代用として意図的に飲用したケースもあるとの見解を示した。

#### イラン
イランはイスラム教の教えにより厳格な飲酒禁止政策を行っているため、流通している酒は密造酒となる。2020年3月、イランでアルコール摂取により新型コロナウイルスが倒せるという噂が流れた後、密造酒を飲んでメタノール中毒で死亡する者が続出。同年4月27日、イラン保健省は2月以降にメタノール中毒で病院に運ばれた者が5000人以上、うち525人が死亡したことを明らかにした。